# エミール・フリアン
エミール・フリアン（Émile Friant, 1863年4月16日 - 1932年6月6日）は、フランスの画家、有名な肖像画家。

## 略歴
モゼル県のデューズ（Dieuze）に生まれた。ナンシーの美術学校（École de dessin et de peinture de Nancy）で学び、15歳で地域の展覧会に出展した。パリに出て、アレクサンドル・カバネルに学び1883年、20歳で有望な学生に贈られるローマ賞を受賞した。
自然主義の画家として、肖像画や日常の生活を描いた。
1889年のパリ万国博覧会に出展し、金賞を受賞した。1923年にフランソワ・フラマン（François Flameng）の後任として、国立高等美術学校（エコール・デ・ボザール）の教授に任じられた。
1932年らレジオンドヌール勲章（コマンドゥール）を受勲し、フランス学士院、会員に選ばれた。

## 作品

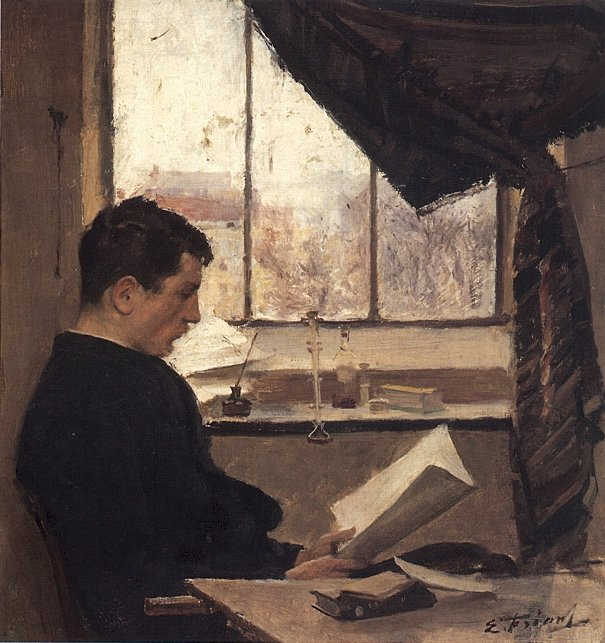
自画像
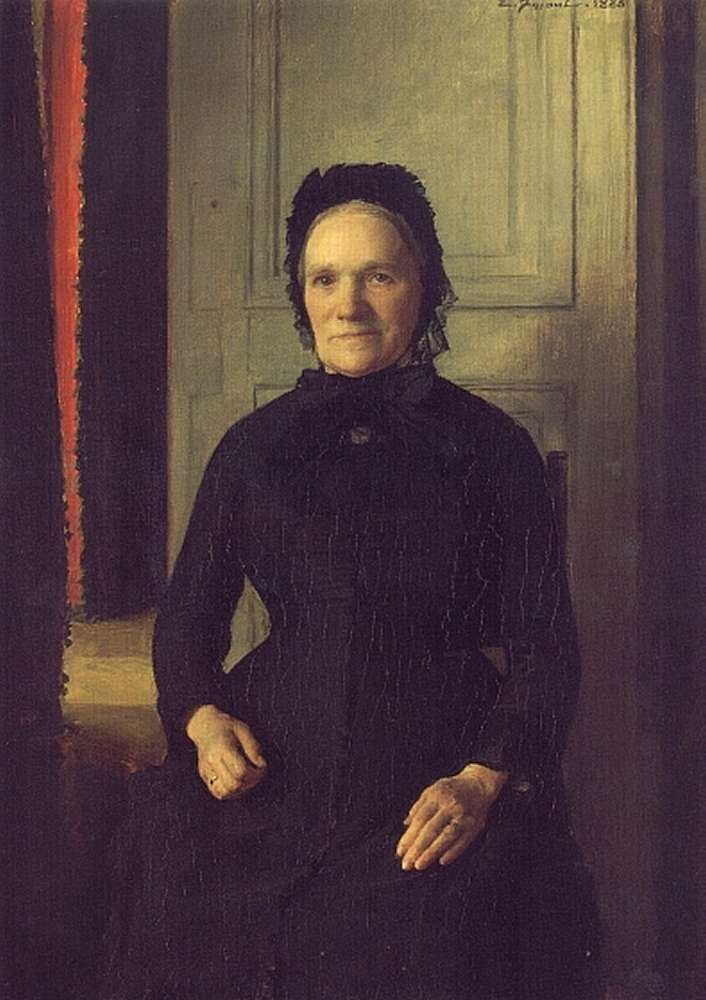
Madame Coquelin Mere
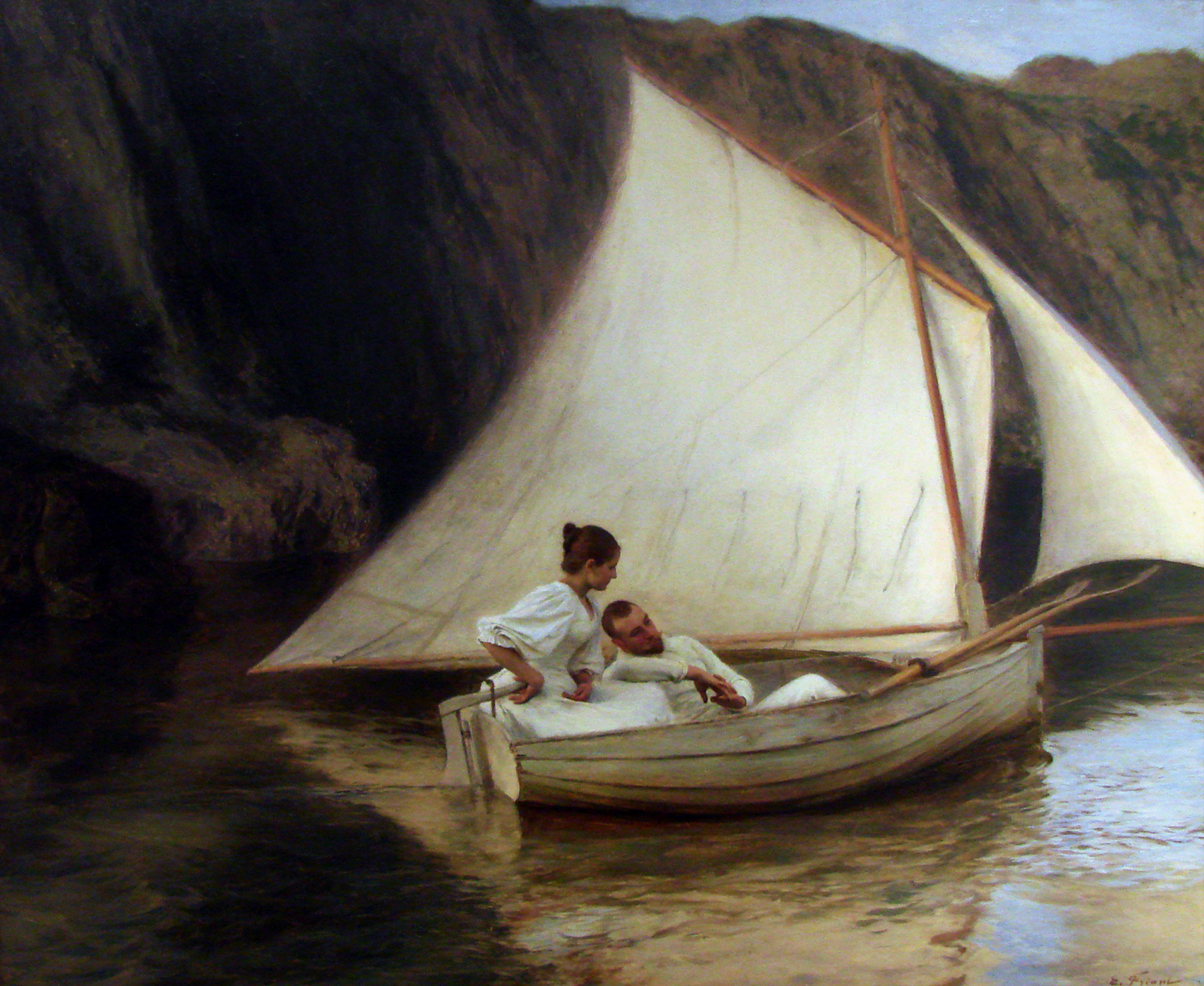
「小船」
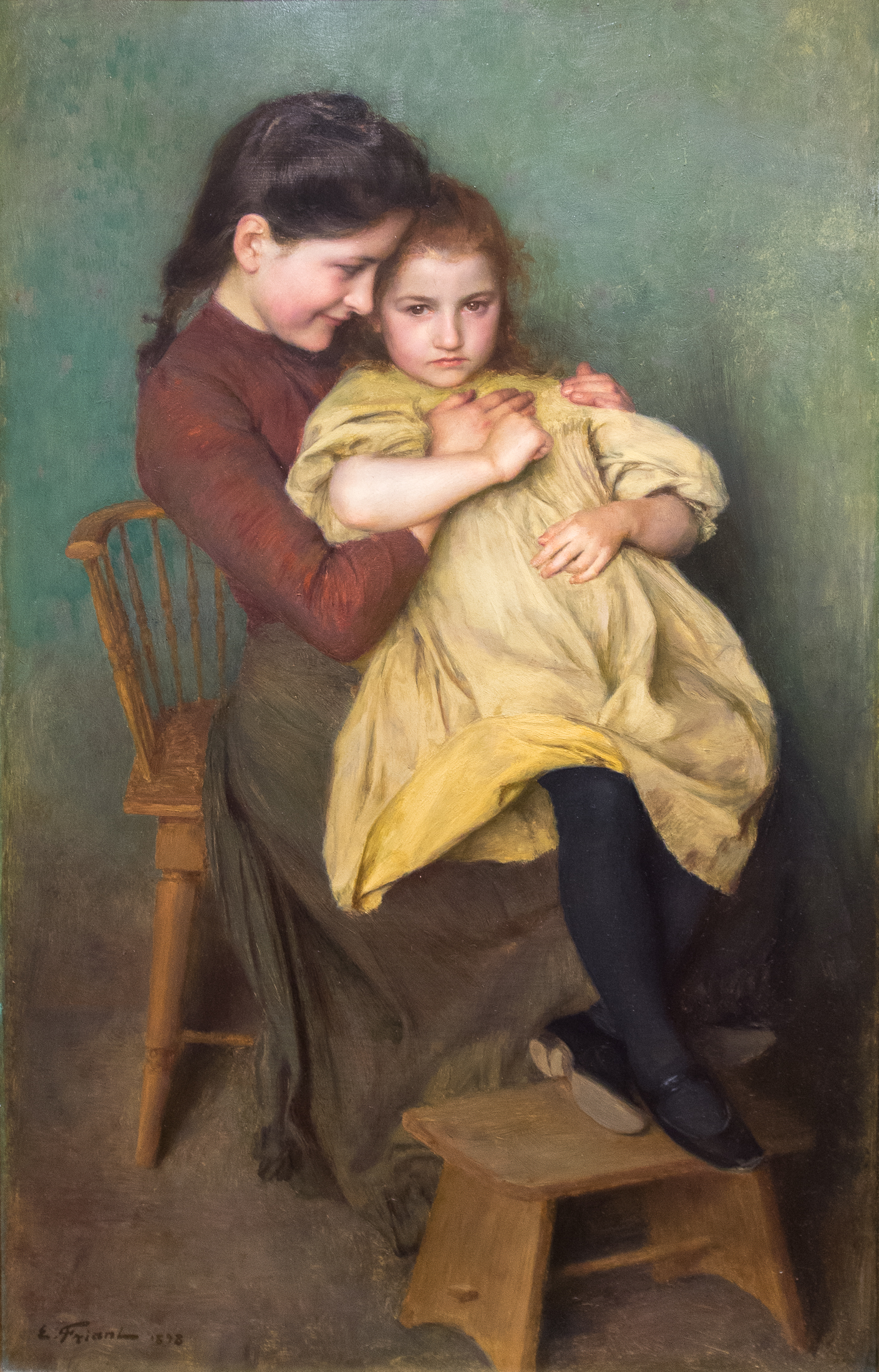
Chagrin d'Enfant